# Sirius XM
Sirius XM Holdings Inc. er en amerikansk udbyder af satellit-tv, satellit-radio og internetradio.